# توپ مخرب (ترانه مایلی سایرس)
«توپ مخرب» (انگلیسی: Wrecking Ball) ترانه‌ای است که توسط خواننده آمریکایی مایلی سایرس برای چهارمین آلبوم استودیویی‌اش بنگرز (۲۰۱۳) ضبط شده‌است. این ترانه در ۲۵ اوت ۲۰۱۳ توسط آرسی‌ای رکوردز به عنوان تک‌آهنگ از آلبوم منتشر شد.
این تک‌آهنگ در چارت‌های اسکاتلند، ایالات متحده آمریکا، اسپانیا، بریتانیا، در رتبه اول و در چارت‌های ایتالیا، والونیا، فرانسه، ایرلند، نروژ، استرالیا، آلمان، دانمارک، لهستان، فنلاند، سوئد، فلاندرز، سوئیس، نیوزلند، اتریش جزو ده ترانه اول قرار گرفت.